# Gujjenahalli, Kunigal
Gujjenahalli là một làng thuộc tehsil Kunigal, huyện Tumkur, bang Karnataka, Ấn Độ.